# Лисицино (Кічменгсько-Городецький район)
Лиси́цино (рос. Лисицыно) — присілок у складі Кічменгсько-Городецького району Вологодської області, Росія. Входить до складу Городецького сільського поселення.

## Населення
Населення — 3 особи (2010; 14 у 2002).
Національний склад (станом на 2002 рік):
- росіяни — 93 %